# Comisión Clasificadora de Riesgo
La Comisión Clasificadora de Riesgo (CCR) (Risk Rating Commission, RRC) es una organización chilena creada en 1985 por el Decreto Ley N.º 3.500 con la finalidad de aprobar o rechazar instrumentos de deuda nacionales y extranjeros y valores de renta variable que pueden ser adquiridos por los Fondos de Pensiones. Su sistema de clasificación de riesgos sobre valores de renta variable es adoptado por algunos de los miembros de la International Social Security Association.

## Historia
El primer antecedente de la CCR se remonta a marzo de 1980, cuando se promulga el Decreto Ley N° 3.500 a través del cual se cambia la estructura del sistema de pensiones chileno, pasando de uno de reparto a uno de capitalización individual, cuya vigencia se inicia el 1 de mayo de 1981. 
Cinco años después, en 1985, se establece la CCR con el objetivo de aprobar, modificar o rechazar los proyectos de clasificación de los instrumentos de deuda en que podrían invertirse los fondos de pensiones, además de dar su aprobación a acciones de sociedades anónimas abiertas. Estos proyectos eran elaborados por las Administradoras de Fondos de Pensiones (AFP), con base en un reglamento de clasificación de los instrumentos financieros que fue establecido mediante el Decreto Supremo N° 35, de 25 de abril de 1985. 

## Integrantes
La Comisión Clasificadora de Riesgo (CCR) está formada por un representante de las Superintendencias de Pensiones (SP), de Bancos e Instituciones Financieras (SBIF) y de Valores y Seguros (SVS), elegidos por sus respectivos responsables. A ellos se suman cuatro representantes nombrados por las Administradoras de Fondos de Pensiones (AFP), quienes tienen una duración de dos años en sus cargos y deben satisfacer los requisitos para ser director de una sociedad anónima; además de no ser personas relacionadas con alguna AFP.